# Rapides megye
Rapides megye az Amerikai Egyesült Államokban, azon belül Louisiana államban található. Megyeszékhelye és legnagyobb városa Alexandria. Lakosainak száma 130 023 fő (2020. április 1.). Rapides megye Grant, Allen, La Salle, Avoyelles, Evangeline, Vernon és Natchitoches megyékkel határos.

## Népesség
A megye népességének változása:
| Lakosok száma | 131 779 | 132 303 | 132 270 | 132 723 | 132 141 | 130 023 |
|               | 2010    | 2011    | 2012    | 2013    | 2015    | 2020    |